# اقتصاد کلاسیک
اقتصاد کلاسیک غالباً نخستین مکتب اقتصادی مدرن شناخته می‌شود. توسعه دهندگان اصلی آن عبارت اند از آدام اسمیت, ژان-بتیست سه, دیوید ریکاردو، رابرت مالتوس و جان استوارت‌میل.
ثروت ملل آدام اسمیت در ۱۷۷۶ معمولاً آغاز اقتصاد کلاسیک قلمداد می‌شود. این مکتب تا میانهٔ قرن نوزدهم فعال بود و اقتصاد نئوکلاسیک در حدود ۱۸۷۰، یا به تعریف مارکس «اقتصاد سیاسی مبتذل» از ۱۸۳۰ جای آن را گرفت. تعریف اقتصاد کلاسیک، خصوصاً دوره ۱۸۳۰–۷۰ و ارتباط با اقتصاد نئوکلاسیک محل بحث است. لفظ «اقتصاد کلاسیک» را کارل مارکس در اشاره به اقتصاد ریکاردی - اقتصاد دیوید ریکاردو و جیمز میل و پیشینیانشان - باب کرد ولی استفاده از آن سپس به پیروان ریکاردو تسری یافت.
اقتصاددانان کلاسیک مدعی بودند که بازارهای آزاد، وقتی در آنها مداخله‌ای صورت نگیرد، خود را تنظیم می‌کنند. آدام اسمیت به کنایهٔ "دست نامرئی،" که بدون نیاز به هرگونه مداخله خارجی بازارها را به سوی تعادل طبیعی حرکت می‌دهد، اشاره کرد.
اقتصاد کلاسیک، برخلاف اقتصاد کینزی، چه در خصوص کالاها و چه در خصوص دستمزدها قیمت‌ها را انعطاف‌پذیر فرض می‌کند. دیگر فرضیه اصلی مبتنی بر قانون سه است: عرضه تقاضای خود را ایجاد می‌کند- یعنی، کل تولید درامدی ایجاد می‌کند که برای خرید همه تولید کافیست؛ این برخلاف کینز، تلویحاً فرض می‌کند که پس انداز یا هزینه کرد خالص پول یا ادوات مالی وجود خواهد داشت. دیگر اصل اقتصاد کلاسیک برابری پس اندازها و سرمایه‌گذاری است، با این فرض که نرخ‌های بهرهٔ انعطاف‌پذیر همواره در تعادل خواهند ماند.

## یادداشتها
1. ↑  نظریه عمومی اشتغال، بهره و پول, جان مینارد کینز, Chapter 1,Footnote 1

## مطالعه بیشتر
- Skousen, Mark (2008). "Classical Economics".  In Hamowy, Ronald (ed.). The Encyclopedia of Libertarianism. Thousand Oaks, CA: SAGE; Cato Institute. pp. 71–3. ISBN 978-1-4129-6580-4. LCCN 2008009151. OCLC 750831024.